# Waiting for Tonight
Waiting for Tonight – trzeci singel Jennifer Lopez promujący jej debiutancki album On the 6. Został wydany 7 września 1999 roku.
W USA znalazł się na 8. pozycji listy przebojów, stając się drugim singlem wokalistki, który znalazł się w pierwszej dziesiątce. W Wielkiej Brytanii, natomiast, uzyskał piątą pozycję. Znany jest też remiks tej piosenki wyprodukowany przez Hexa Hestora. Istnieje też hiszpańska wersja singla „Una Noche Mãs” („Jeszcze Jedna Noc”). W 2006 roku włoskie trio Lil’ Love wydało własną wersję singla Lopez. W 2000 roku artystka zdobyła nominacje do nagrody Grammy w kategorii Best Dance Recording.

## Informacje
Jest to cover piosenki tria 3rd Party. Wersja Lopez została napisana przez Marię Christensen, Michaela Garvina i Phila Temple’a. Wyprodukowana została przez Rica Wake'a.
W 2000 roku teledysk do „Waiting for Tonight” został nagrodzony na MTV Video Music Awards w kategorii Best Dance Video. Został też nominowany w kategorii Najlepsza Choreografia.

## Lista utworów

### Wersje Jennifer Lopez
Waiting for Tonight
CD single
1. „Waiting for Tonight” (Metro Mix) – 5:52
2. „Waiting for Tonight” (Pablo's Miami Mix Radio Edit)
3. „Waiting for Tonight” (Hex's Momentous Radio Mix)

Australijska CD 1
1. „Waiting for Tonight” (Album Version)
2. „Waiting for Tonight” (Pablo's Miami Mix Spanglish Radio Edit)
3. „Waiting for Tonight” (Hex's Momentous Radio Mix)
4. „If You Had My Love” (Metro Mix)

Australijska CD 2
1. „Waiting for Tonight” (Hex's Momentous Club Mix)
2. „Waiting for Tonight” (Hex's Momentous Dub Mix)
3. „Waiting for Tonight” (Metro Mix) – 5:52
4. „Waiting for Tonight” (Pablo Flores Miami Mix – Spanglish)
5. „Waiting for Tonight” (Hex's Momentous Radio Edit)

UK CD 1
1. „Waiting for Tonight”
2. „Waiting for Tonight” (Hex's Momentous Radio Edit)
3. „Waiting for Tonight” (Futureshock Midnight at Mambo Remix) – 8:33

UK CD 2
1. „Waiting for Tonight”
2. „Waiting for Tonight” (Metro Mix) – 5:52
3. „Waiting for Tonight” (Pablo's Miami Mix Radio Edit)

U.S. 12” 1
1. „Waiting for Tonight” (Metro Club Mix)
2. „Waiting for Tonight” (Album Version)
3. „Waiting for Tonight” (Pablo Flores Miami mix)

U.S. 12” 2
1. „Waiting for Tonight” (Hex's Momentous Club Mix)
2. „Waiting for Tonight” (Pablo Flores Spanglish Miami Radio Edit)
3. „Waiting for Tonight” (Pablo Flores Miami Mix)
4. „Waiting for Tonight” (Hex's Momentous Video Edit)

U.S. 12” 3
1. „Una Noche Más” (Pablo Flores Miami Mix)
2. „Waiting for Tonight” (Hex's Momentous Dub)
3. „Waiting for Tonight” (Matt & Vito's Vox Club Mix)
4. „Waiting for Tonight” (Power Dub)

U.S. promo 12” single
1. „Waiting for Tonight” (Hex's Momentous Club Mix)
2. „Waiting for Tonight” (Hex's Momentous A Cappella)
3. „Waiting for Tonight” (Pablo's Miami Mix)
4. „Waiting for Tonight” (Pablo's Miami Mix – Spanglish Radio Edit)

”Una Noche Más„
CD single
1. „Una Noche Más” (Pablo Flores Miami Mix Radio – Spanish)
2. „Una Noche Más” (Pablo Flores Miami Mix Radio – Spanglish)
3. „Una Noche Más” (Pablo Flores Miami Mix – Spanish)
4. „Una Noche Más” (Pablo Flores Miami Mix – Spanglish)

### Wersja Lil’ Love
Italian 12” single
1. „Waiting for Tonight” (Extended Club Mix) – 7:09
2. „Tonight” – 3:35
3. „Waiting for Tonight” (L.O.B. Remix) – 6:17

### Nieoficjalne wydanie The JL Project
UK 12” single
1. „Waiting for Tonight” (Nuff Beats, Nuff Bass, Less Jenny Dub)
2. „Waiting for Tonight” (Nuff Beats, Nuff Bass, Nuff Jenny)
3. „Waiting for Tonight” (Nuff Beats, Nuff Bass, Less Jenny)

## Pozycje na listach przebojów
| Lista (1999)                           | Najwyższa pozycja |
| -------------------------------------- | ----------------- |
| Ö3 Austria Top 40                      | 24                |
| Belgian Ultratop 50 Singles (Flandria) | 15                |
| Belgian Ultratop 40 Singles (Walonia)  | 4                 |
| Canadian Singles Chart                 | 13                |
| Dutch Top 40                           | 5                 |
| Finnish Singles Chart                  | 8                 |
| French (SNEP) Singles Chart            | 10                |
| German Singles Chart                   | 15                |
| Irish Singles Chart                    | 13                |
| Latvian Airplay Top 20                 | 7                 |
| New Zealand (RIANZ) Singles Chart      | 5                 |

| Lista (1999)                                      | Najwyższa pozycja |
| ------------------------------------------------- | ----------------- |
| Norwegian Singles Chart                           | 11                |
| Swedish Singles Chart                             | 16                |
| Swiss Singles Chart                               | 14                |
| UK Singles Chart                                  | 5                 |
| U.S. Billboard Hot 100                            | 8                 |
| U.S. Billboard Bubbling Under R&B/Hip-Hop Singles | 19                |
| U.S. Billboard Hot Dance Club Play                | 1                 |
| Lista (2000)                                      | Najwyższa pozycja |
| Australian (ARIA) Singles Chart                   | 4                 |